# Bogdănești (Suceava)
Bogdăneşti è un comune della Romania di 3 983 abitanti, ubicato nel distretto di Suceava, nella regione storica della Moldavia.
Sul territorio del comune si trova il Monastero di Bogdăneşti, costruito nel 1994 nello stesso luogo dove si trovava un precedente monastero fatto costruire nel 1363 da Bogdan I di Moldavia e distrutto dai tatari.

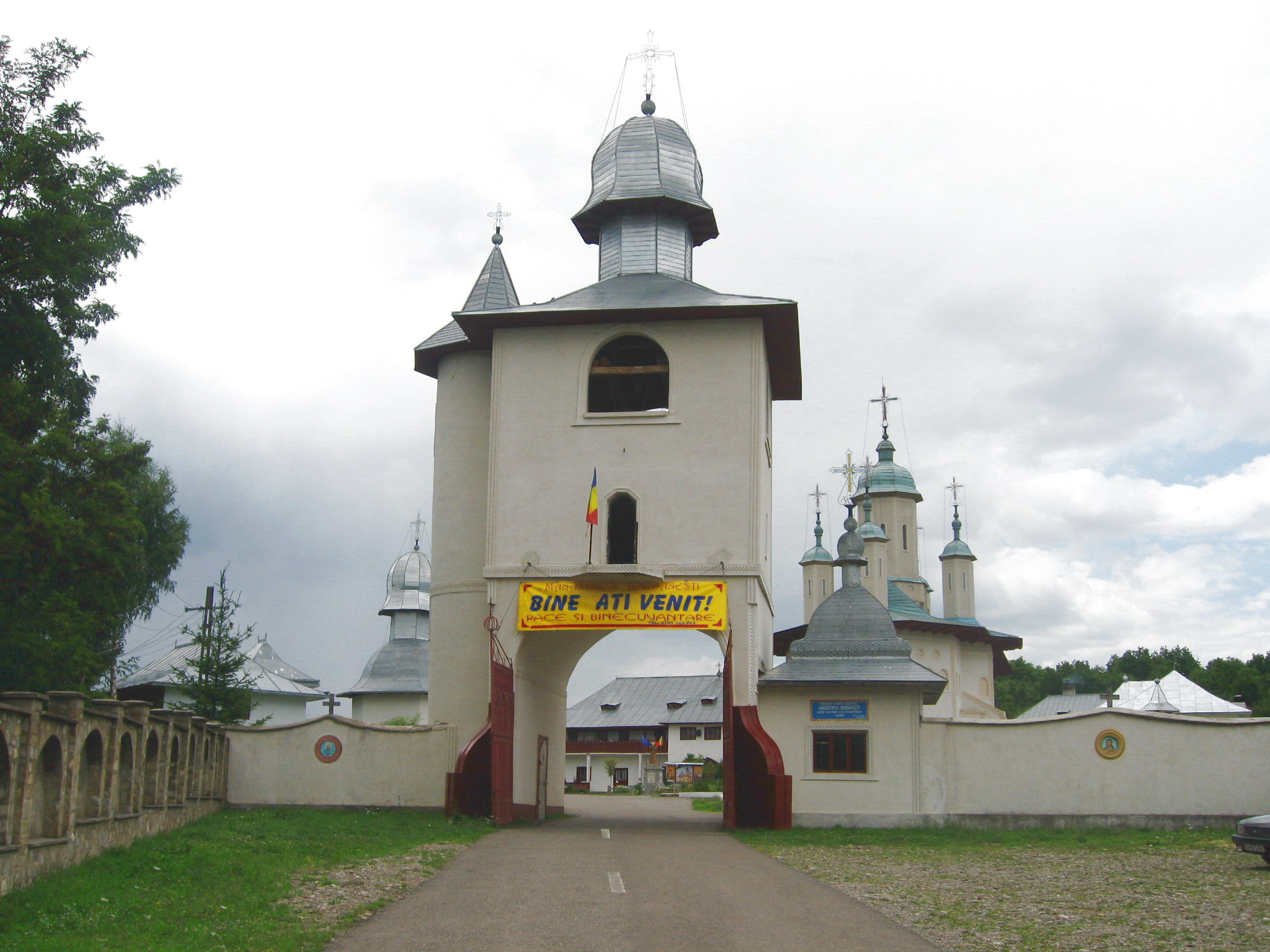
Il Monastero di Bogdăneşti